# ليانغ بن
ليانغ بن (بالصينية: 梁滨) هو سياسي صيني، ولد في 1956 في شياويى ‏ في الصين. نشط حزبياً في الحزب الشيوعي الصيني (1979 – 1979).